# Drehmann-Zeichen
Das Drehmann-Zeichen (nach dem Breslauer Orthopäden Gustav Drehmann, 1869–1932) ist ein klinischer Test bei der Untersuchung der Funktion des Hüftgelenks.
Ein positives Drehmann-Zeichen liegt vor, wenn eine 90°-Beugung im Hüftgelenk nur bei Abduktion und Außenrotation des Beins möglich ist. Dabei zeigt der Unterschenkel bei gebeugtem Kniegelenk nach innen. Eine Innenrotation des Beins im betroffenen Hüftgelenk ist unmöglich (normal sind 40° Innenrotation).
Ein positives Drehmann-Zeichen findet sich typischerweise bei der Epiphyseolysis capitis femoris, dem Impingement-Syndrom, bei fortgeschrittenem Morbus Perthes oder Arthrose des Hüftgelenkes (Arthrosis deformans), aber auch bei weiteren Erkrankungen.